# Treron papugodzioby
Treron papugodzioby (Treron sanctithomae) – gatunek średniej wielkości ptaka z rodziny gołębiowatych (Columbidae). Ptak ten występuje na Wyspie Świętego Tomasza. Gatunek słabo poznany, zagrożony wyginięciem.

## Występowanie
Treron papugodzioby występuje endemicznie na Wyspie Świętego Tomasza. Dawniej zamieszkiwał również pobliską wysepkę Ilhéu das Rolas. 

## Systematyka

### Taksonomia
Gatunek po raz pierwszy zgodnie z zasadami nazewnictwa binominalnego opisany przez J.F. Gmelina w 1789 roku pod nazwą Columba S. Thomae. Opis ukazał się w trzynastym wydaniu dzieła Systema Naturae. Jako miejsce typowe autor wskazał Wyspę Świętego Tomasza. Na podstawie cech morfologicznych (kolor woskówki) wydaje się najbliżej spokrewniony z treronem malgaskim (T. australis), treronem krasnonosym (T. calvus) oraz treronem szarogłowym (T. pembaensis). R.J. Dowsett i A.D. Forbes-Watson traktują ten takson (wraz z T. calvus i T. pembaensis) jako podgatunek T. australis.

### Etymologia
Nazwa rodzajowa pochodzi od greckiego słowa τρηρων trērōn, τρηρωνος trērōnos – „gołąb” (τρεω treō – „uciekać ze strachu”). Epitet gatunkowy sanctithomae (łacińskie sanctus – „święty” (sancire – „konsekrować”) oraz Thomas – „Tomasz”) odnosi się do miejsca występowania tego gatunku.

## Morfologia
Długość ciała 30 cm. Gatunek podobny do trerona krasnonosego, różniący się od niego przede wszystkim ciężkim, mocno wysklepionym dziobem i małymi woskówkami. Głowa, szyja i większość spodu ciała ciemnozielonkawe z odcieniami szarości. Kuper i golenie jaskrawożółte i czarnozielone, górna okrywa, plecy, ogon i pokrywy podskrzydłowe ciemnozielone, na zgięciu skrzydła ciemnofioletowa plama. Sterówki pierwszego i drugiego rzędu czarniawe, szerokie jasnożółte krawędzie na końcach większych sterówek, wąskie i blade na mniejszych. Ogon szary z oliwkowym odcieniem, zaś jego dolna część kasztanowa z kremowymi końcówkami. Płcie podobne. Upierzenie osobników młodocianych nieopisane.

## Ekologia

### Siedlisko i pokarm
Gołąb papugodzioby zamieszkuje głównie tereny w pierwotnym lesie, ale występuje także we wtórnych lasach i na plantacjach od poziomu morza do 1600 m n.p.m., jednak najczęściej spotykany powyżej 300 m n.p.m.
Gatunek owocożerny, zwykle spotykany na wysokich 12-metrowych drzewach, żywiący się owocami bananowca, figowca (Ficus) oraz drzew z rodzaju Musaca, z rodziny pokrzywowatych. Nie wiadomo, czy ciężki, łukowaty dziób jest dostosowany do konkretnej diety.

### Rozród
Sezon rozrodczy od końca listopada do kwietnia/maja. Gniazdo jest niewielką platformą, luźno zbudowaną z gałązek. Jedyne opisane gniazdo znajdowało się na drzewie kakaowym na wysokości 2,5 m nad ziemią. W gnieździe znajdowało się jedno, świeżo złożone na początku stycznia jajo. Brak innych informacji.

## Status i ochrona
W Czerwonej księdze gatunków zagrożonych Międzynarodowej Unii Ochrony Przyrody od 2018 roku zaliczany jest do kategorii EN (ang. endangered – zagrożony wyginięciem); wcześniej, od 2011 roku zaliczano go do kategorii VU (vulnerable – narażony na wyginięcie), a od 1988 do kategorii LC (least concern – najmniejszej troski). Treron papugodzioby jest od dłuższego czasu wymarły na Ilhéu das Rolas z powodu niszczenia lasów. Stan populacji w 2015 roku szacowano na 24 670 – 72 840 dorosłych osobników. Głównym zagrożeniem dla tego gatunku jest presja związana z myślistwem, w mniejszym stopniu utrata i degradacja siedlisk.